# Saint-Martin-des-Fontaines
Saint-Martin-des-Fontaines è un comune francese di 163 abitanti situato nel dipartimento della Vandea nella regione dei Paesi della Loira.

## Società

### Evoluzione demografica
Abitanti censiti